# Liste der Biografien/Cj
Liste der Biografien |
Portal Biografien |
Personensuche
# |
A |
B |
C |
D |
E |
F |
G |
H |
I |
J |
K |
L |
M |
N |
O |
P |
Q |
R |
S |
T |
U |
V |
W |
X |
Y |
Z |
?
 
Ca |
Cb |
Cc |
Ce |
Ch |
Ci |
Cj |
Ck |
Cl |
Cm |
Cn |
Co |
Cr |
Cs |
Ct |
Cu |
Cv |
Cw |
Cy |
Cz
Die Liste der Biografien führt alle Personen auf, die in der deutschsprachigen Wikipedia einen Artikel haben. Dieses ist eine Teilliste mit 5 Einträgen von Personen, deren Namen mit den Buchstaben „Cj“ beginnt.

## Cj
- CJ (* 1997), US-amerikanischer Rapper
- CJ Bolland (* 1971), belgischer Techno-Produzent
- CJ Mac, US-amerikanischer Rapper
- CJ Stone, deutscher DJ und Musikproduzent

### Cju
- Cjuro, Rina (* 1998), peruanische Hindernisläuferin